# El misterio de Listerdale
El misterio de Listerdale  es un libro de la escritora británica Agatha Christie, publicado en 1934.

## Argumento
Este libro nos trae diez pequeñas historias. La primera, que da nombre al libro, cuenta sobre una familia burguesa empobrecida que alquila una casa maravillosa a un precio muy bajo. La casa pertenece a Lord Listerdale, desaparecido años atrás sin dejar ningún indicio de su paradero. El joven morador de la casa defiende la hipótesis de que el hombre está muerto y que su cuerpo está escondido en algún lugar de la casa y, según él, razón por la que el alquiler es tan bajo. Suceden ciertas coincidencias que, al final, hacen que el joven consiga descubrir el misterio que ronda al antiguo propietario.
Las demás historias también son pequeñas y las tramas se desarrollan bastante objetivamente.

## Títulos de historias
- El misterio de Listerdale (Listerdale Mystery)
- La muchacha del tren (Girl in the Train)
- Un cantar por seis peniques (Sing a Song of Sixpence)
- La masculinidad de Eduardo Robinson (Manhood of Edward Robinson)
- Jane busca trabajo (Jane in Search of a Job)
- Un domingo fructífero (A Fruitful Sunday)
- La aventura del Sr. Eastwood (Mr. Eastwood's Adventure)
- La bola dorada (The Golden Ball)
- La esmeralda del rajá (Rajah's Emerald)
- El canto del cisne (Swan Song)

- Datos: Q1371958